# Hartley Wintney
Hartley Wintney is een civil parish in het bestuurlijke gebied Hart, in het Engelse graafschap Hampshire. Het wordt in de 13e eeuw genoemd als  Hertleye Wynteneye wat zou staan voor "de open plek in het bos waar de herten grazen bij Winta's eiland".
De plaats ligt aan de A30, bij de kruising met de A323. Het dichtstbijzijnde spoorweg station is Winchfield dat 2,6 kilometer zuidelijker ligt.

## Overleden
- Alan Brooke (1883-1963), Brits generaal en veldmaarschalk

## Zustergemeenten
- Malle
- Saint-Savin-sur-Gartempe sinds 18 juli 1981[1]